# گرازه
گُرازه یکی از پهلوانان دربار کیکاووس و کی‌خسرو است. او در جنگ دوازده رخ سیامک را در نبرد تن به تن کشت.
گرازه یعنی به نیرو و دلیری گراز.

## نـشان گرازه
سهراب زمانی‌که از پدرش رستم جدا گشت در زادگاه مادریش توران رشد نمود و اینک بجنگ کیکاووس آمده اما می‌خواهد از هجیر که گرفتار اوست و از بالای تپه‌ای اردوگاه ایرانیان را می‌نگرند نشانی از پدر یابد اما هجیر عمداً سهراب را گمراه می‌نماید و رستم را معرفی نمی‌نماید. 
در میان پرس‌و‌جوهایی که سهراب از هجیر برای پیدا کردن پدرش می‌کند او نشان گرازه را هم بیان می‌کند. خیمه‌گاه گرازه زرد یا سرخ است و پرچمش سفید است و شامل یک گراز که بالای آن ماه قرار دارد.   
| بپرسید کان زرد پرده‌سرای       |  | به دهلیز چندی پیاده به پای  |
| به گرد اندرش سرخ و زرد و بنفش |  | ز هر گونه‌ای بر کشیده درفش   |
| درفشی پس پشت پیکر گراز        |  | سرش ماه زرّین و بالا دراز    |
| چنین گفت کاو را گرازست نام    |  | که در جنگ شیران ندارد لگام  |
| هشیوار وز تخمهٔ گیوکان         |  | که بر درد و سختی نگردد ژگان |
| .                             |  | .                           |
| ز تخم گرازه صد و پنج گرد      |  | نگهبان ایشان هم او را سپرد  |
| .                             |  | .                           |
| گرازه برون آمد و گستهم        |  | ابا بُرته و زنگهٔ یل به هم    |
| بخوردند سوگندهای گران         |  | که پیمان شکستن نبود اندر آن |
| وززان جایگه ران بیفشاردند     |  | به رزم اندرون گرز بگذاردند  |
| .                             |  | .                           |
| گرازه سر گیوگان با نهل        |  | دو گرد گران مایهٔ شیردل      |